# Hillview, Kentucky
Hillview är en stad i Bullitt County, Kentucky, USA. År 2000 hade staden 7 037 invånare. Den har enligt United States Census Bureau en area på 10,8 km², allt är land.